# Cholécystectomie
La cholécystectomie est un acte chirurgical qui consiste en une ablation de la vésicule biliaire. Elle peut être réalisée par laparotomie, par incision sous-costale ou par cœlioscopie. La première ablation de vésicule biliaire par cœlioscopie est réalisée en 1987 par le chirurgien français Philippe Mouret.

## Indications
- Colique hépatique
- Hydrocholécyste
- Cholécystite aigüe
- Cholécystite gangréneuse
- Angiocholite
- Lithiase vésiculaire douloureuse
- Cholangiocarcinome et tumeur bénigne de la vésicule
- Tumeur des voies biliaires
- Malformation de la vésicule biliaire

## Techniques chirurgicales
La vésicule est un organe appendu au foie, qui a pour rôle de stocker la bile entre les repas, et de l'évacuer au moment du repas, afin de faciliter la digestion. Son absence n'a pas de conséquence dans la digestion ou dans le fonctionnement du foie.

### Laparotomie médiane
L'ablation de la vésicule peut être faite par laparotomie médiane (le plus souvent quand un autre geste est nécessaire dans le même temps), ou par incision sous-costale droite (courte incision qui permet d'enlever la vésicule et de contrôler le pédicule cystique et hépatique).

### Cœlioscopie
Actuellement, la plupart, voire la quasi-totalité des cholécystectomies sont réalisées par cœlioscopie. Cette technique date des années 1980. Par l'intermédiaire de deux à cinq trocarts d'un centimètre, on introduit un tube optique relié à une caméra et à une source de lumière froide, après avoir gonflé l'abdomen à l'aide d'un insufflateur de CO2, et des instruments chirurgicaux. La ligature puis la section du canal cystique et de l'artère cystique sont réalisées sous contrôle de la vue, ainsi que la dissection du lit vésiculaire. Un contrôle de la liberté de la voie biliaire principale peut être effectué pendant la même procédure : cholangiographie (on injecte un produit de contraste radio-opaque dans le canal cystique avant sa ligature). Certains trocarts sont de taille encore plus réduite, permettant de minimiser les incisions. Une technique permet de n'utiliser qu'une seule incision, autour de l'ombilic mais elle est plus complexe, avec un risque plus important de léser une voie biliaire et sans avantage démontré en terme médical. L'intervention peut être robotisée mais sans intérêt évident par rapport à l'intervention classique. 

#### Variantes
La cholécystectomie peut également être réalisée par une cœlioscopie ne nécessitant pas d'incision de la paroi abdominale, mais passant par la voie trans-gastrique ou trans-vaginale, avec des suites post-opératoires semblant plus simples.
La cholécystectomie peut être sub-totale lorsque des reliquats de vésicule sont laissés en place si l'intervention s'avère complexe dans sa présentation visuelle.

#### Risques
Les risques liés à cette intervention sont un saignement, une plaie de la voie biliaire principale (dont les conséquences peuvent être importantes), une plaie digestive, une mauvaise tolérance respiratoire ou cardiaque de la cœlioscopie (diminution du retour veineux en préopératoire, risque de phlébite en post-opératoire). En cas de problème, une conversion de la laparoscopie en laparotomie médiane peut être réalisée pendant l'opération. Le patient doit être informé de cette possibilité avant l'intervention.

#### Suites post-opératoires
Lorsque les suites sont simples, la sortie est souvent autorisée un ou deux jours après l'intervention, après un bilan hépatique de contrôle. Cependant, en France, une cholécystectomie simple et à froid se pratique le plus souvent en chirurgie ambulatoire (entrée et sortie le jour même de l'opération).
Les douleurs post-opératoires sont habituellement minimes. À la suite de l'insufflation de CO2 lors de la cœlioscopie, de nombreux patients ressentent, pendant quelques jours, un ballonnement quelque peu désagréable ainsi qu'une douleur irradiant dans l'épaule droite.  
L'arrêt de travail varie en général de quelques jours à 3 semaines, selon le métier du patient. Les activités sportives peuvent souvent être reprises après 4 semaines. 
Surtout les premières semaines, les aliments difficiles à digérer seront à éviter, particulièrement les aliments riches en graisses. 

## Techniques alternatives
En cas de contre-indication à l'intervention, peut être proposé un drainage du contenu de la vésicule biliaire (cholécystotomie), soit par voie percutanée, avec guidage échographique ou par scanner, soit par voie endoscopique.